# Le Mans 24-timmars 1967
Le Mans 24-timmars 1967 kördes den 10-11 juni på Circuit de la Sarthe. Tävlingen ingick också i Sportvagns-VM samma år. Ford tog sin andra raka seger, och med Dan Gurney och A.J. Foyt var det med en helamerikansk föraruppställning.

## Slutresultat
| Plats | Förare                            | Märke          | Varv |
| ----- | --------------------------------- | -------------- | ---- |
| 1     | Dan Gurney A.J. Foyt              | Ford           | 388  |
| 2     | Ludovico Scarfiotti Mike Parkes   | Ferrari        | 384  |
| 3     | Willy Mairesse Jean Blaton        | Ferrari        | 377  |
| 4     | Bruce McLaren Mark Donohue        | Ford           | 359  |
| 5     | Jo Siffert Hans Herrmann          | Porsche        | 358  |
| 6     | Rolf Stommelen Jochen Neerpasch   | Porsche        | 351  |
| 7     | Vic Elford Ben Pon                | Porsche        | 327  |
| 8     | Christian Poirot Gerhard Koch     | Porsche        | 321  |
| 9     | Henri Grandsire José Rosinski     | Alpine-Renault | 321  |
| 10    | André de Costanze Alain LeGuellec | Alpine-Renault | 318  |